# حقوق میراندا
حقوق میراندا یا هشدار میراندا (به انگلیسی: Miranda warning) حقوق قانونی شخص بازداشت شده به امتناع از پاسخ دادن به پرسش‌های پلیس تا هنگام حضور وکیل او و حق او به داشتن وکیل در همهٔ موارد و مراحل قانونی است که در سال ۱۹۶۶ و بر اساس رای دیوان عالی ایالات متحده‌ی آمریکا وضع شد.
به‌طور معمول حقوق میراندا به ترتیب زیر قرائت می‌شوند:
- شما حق دارید سکوت اختیار کرده و از پاسخ دادن به هر پرسش از جانب پلیس امتناع کنید.
- هر چه بگویید یا انجام دهید در دادگاه علیه شما استفاده خواهد شد.
- شما حق دارید قبل از پاسخ به هر پرسش با وکیل خود مشورت کرده و تنها در حضور وکیل خود به پرسش‌ها پاسخ دهید.
- اگر استطاعت اختیار وکیل ندارید یک وکیل به صورت رایگان برای شما منصوب خواهد شد.

آیا حقوقی را که برای شما قرائت شد متوجه شدید؟
گاهی جهت قرائت مجدد حقوق پس از قرائت هر کدام سؤال آیا متوجه شدید؟ پرسیده می‌شود.
طبق این قوانین مامورهای انتظامی آمریکا موظف هستند هنگام بازداشت افراد حق آن‌ها را به اختیار کردن سکوت و گرفتن وکیل گوشزد کنند و به آن‌ها بگویند تا زمانی که وکیلی اختیار نکرده‌اند حق دارند از دادن پاسخ به هرگونه سؤال خودداری کنند و در صورتی که این قانون از جانب پلیس رعایت نشود، فرد دستگیر شده آزاد می‌شود.